# Jonathan Rhys-Meyers
Jonathan Rhys Meyers (nacido como Jonathan Michael Francis O'Keeffe; Dublín; 27 de julio de 1977) es un actor irlandés. Es conocido por sus papeles en las películas Michael Collins (1996), Velvet Goldmine (1998), Titus (1999), Quiero ser como Beckham (2002), Alexander (2004), Match Point (2005), Misión: Imposible III (2006), y por sus interpretaciones en televisión como Elvis Presley en la miniserie biográfica Elvis (2005), por la cual ganó un Globo de Oro y fue nominado a un Premio Emmy, como el rey Enrique VIII en el drama histórico The Tudors (2007–2010), que le valió dos nominaciones más al Globo de Oro, y como el personaje principal en la serie dramática de NBC Drácula (2013–2014). También protagonizó la serie de televisión del canal History Vikings.
Meyers ha seguido protagonizando otras películas como Albert Nobbs en 2011. En 2013, interpretó al villano Valentine Morgenstern en Cazadores de sombras: Ciudad de hueso; en 2015 actuó en Stonewall, dirigida por Roland Emmerich; en 2017 protagonizó The 12th Man; y en 2018 ganó el premio al Mejor Actor en el Festival de Cine de Mánchester por su papel principal en Damascus Cover. En 2020, fue incluido en el puesto 44 de la lista de los mejores actores de cine irlandeses de todos los tiempos elaborada por The Irish Times.
Meyers ha sido imagen de varias campañas publicitarias de Hugo Boss. También ha participado en diversas causas benéficas, como la Hope Foundation y la organización infantil Barretstown.  

## Biografía
Jonathan Michael Francis O'Keeffe, popularmente conocido como Jonathan Rhys-Meyers debido a que utiliza el apellido de soltera de su madre, nació el 27 de julio de 1977 en Drimnagh (Dublín, Irlanda). Se trasladó a Cork al año de edad y fue criado allí con sus tres hermanos menores, Jamie, Alan (Ali) y Paul, que son todos músicos profesionales. Nació con problemas de corazón, por lo que fue bautizado rápidamente dado que su familia creía que no viviría mucho tiempo. Sus padres se divorciaron en 1980, cuando él tenía tres años. Su madre crio a Jonny (como suelen decirle a Jonathan) y a su hermano Alan, mientras que sus otros dos hermanos se fueron a vivir a casa de su abuela con su padre. Recibió una formación católica por parte de su familia. Rhys Meyers asistió a la Escuela Monasterio del Norte.

## Trayectoria profesional

### Actor

#### 1994-2006
Jonathan fue expulsado del colegio a los 16 años, por absentismo escolar y pasó mucho tiempo vagando por salas de billar. Agentes de casting que buscaban chicos irlandeses para aparecer en la película  War of the Buttons vieron a Jonathan en una sala de billar de Cork y lo invitaron a una audición. Aunque no fue elegido para esta película, los agentes de casting lo animaron para que continuara presentándose a otros castings. De esa forma, su primer papel llegó en la película A Man of No Importance (1994). En 1996 apareció en Michael Collins, como el asesino de este. En 1999, apareció en  Cabalga con el diablo, una película dirigida por Ang Lee y protagonizada por Tobey Maguire, Skeet Ulrich y Jewel Kilcher, donde interpreta al psicópata guerrillero Pitt Mackeson. 
Sus papeles en el cine van desde una estrella del Glam rock inspirada en David Bowie en Velvet Goldmine (1998) hasta un aplicado entrenador de fútbol para chicas en Quiero ser como Beckham (2002). Rhys-Meyers actuó en series como Gormenhast (2000) y en la miniserie de cuatro horas de duración llamada Elvis (2005), en el papel de Elvis Presley, y junto a la actriz Rose McGowan, que interpretaba a Ann-Margret. Por este último papel obtuvo una candidatura a los Premios Emmy y ganó el Globo de Oro al mejor actor de miniserie o telefilme.
En 2004 apareció en la película La feria de las vanidades junto a Reese Witherspoon. Jonathan coprotagonizó junto a Colin Farrell y Angelina Jolie en la película épica Alejandro Magno, de Oliver Stone (2004). En 2005, Rhys-Meyers actuó en Match Point, una película de Woody Allen, por la cual recibió un premio en el Festival de Cannes. En 2006, apareció en Misión imposible 3 formando parte del equipo de espías del IMF que trabaja con Ethan Hunt (Tom Cruise) que está compuesto por Luther Stickell (Ving Rhames), Declan (Jonathan Rhys Meyers), Zhen (Maggie Q) y Lindsey (Keri Russell).

#### 2007

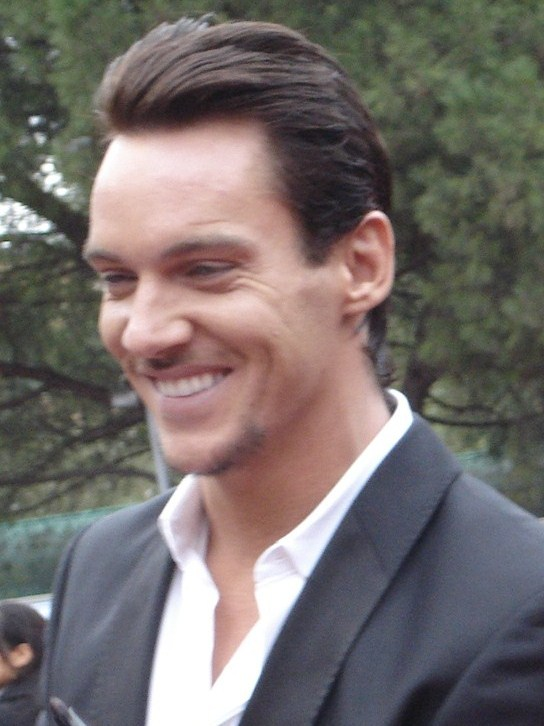
Jonathan Rhys Meyers en el Festival de Cine de Roma en 2007.

En Los Tudor, la serie de televisión, tiene el papel de Enrique VIII de Inglaterra. En 2007 interpretó a Louis Connelly en August Rush película que cuenta la historia de un carismático joven guitarrista irlandés (Jonathan Rhys Myer) y una sobreprotegida violonchelista (Keri Russell), quienes comparten un encuentro romántico una mágica noche en Nueva York, pero el azar los separa. De su breve encuentro nace August (Freddie Highmore), un niño que, por un destino fatal, va a parar a un orfanato, donde pasa una dura infancia. Con sólo once años, se gana la vida como músico callejero, bajo la tutela del misterioso Wizard (Robin Williams) que trata de explotarlo. Evan posee un talento musical excepcional, e intentará hacer uso de él para poder reencontrarse con sus padres.
En 2008 protagonizó The Children of Huang Shi una película basada en una historia real que narra la historia de un periodista de guerra, George Hogg, que es salvado en el último segundo antes de morir. Para recuperarse será enviado a un orfanato que no le gustará nada, pero que al final terminará enamorándose de él y cuidando los niños del mismo como si fueran hijos suyos. La película cuenta con la actuación de Radha Mitchell, Chow Yun-Fat y Michelle Yeoh.
Shelter (2010), coprotagonizada junto a Julianne Moore, es una película sobrenatural que nos relata la historia de una psiquiatra forense (Moore), especializada en resolver desórdenes de personalidad múltiple, descubre que las personalidades de uno de sus antiguos pacientes corresponden a víctimas de asesinato, tratará de encontrar una explicación lógica a la conducta de ese hombre. Jonathan interpreta el papel del paciente Adam. En 2010 también se estrenó From Paris with Love una película de acción protagonizada junto a John Travolta donde interpreta el papel de James Reese un empleado de la embajada norteamericana en París que no está para nada de acuerdo con los métodos poco ortodoxos que quiere utilizar Wax (Travolta), un agente secreto estadounidense, para resolver una misión de alto riesgo. 
En 2012, Jonathan Rhys-Meyers fue estrella en Belle du Seigneur (una adaptación de la película en idioma inglés de la novela de Albert Cohen) donde encarnó a Solal. La película se estrenará en Rusia el 29 de noviembre y en Francia en 2013. En julio del 2012 se anunció que Rhys-Meyers interpretaría al vampiro más famoso de la historia, Drácula, en una serie de 10 episodios lanzada por la cadena NBC. En agosto del mismo año se confirmó que Jonathan interpretaría el papel de Valentine Morgenstern en la adaptación cinematográfica de la primera entrega del best-seller Cazadores de sombras: Ciudad de hueso escrito por Cassandra Clare. La filmación comenzó en 2012 en Toronto y posteriormente en Nueva York y se prevé que llegará a cines de todo el mundo el 22 y 23 de agosto de 2013.
En mayo de 2013 se rumoreó que Jonathan Rhys Meyers estaba en conversaciones para la próxima ópera espacial Star Wars: Episodio VII - El despertar de la Fuerza, que se estrenó en 2015. Pero más tarde Jonathan no se relacionó con la producción. 
En 2013 participó en Another me, un film de Isabel Coixet que cuenta con las actuaciones de Sophie Turner, Leonor Watling, Claire Forlani, Rhys Ifans, Gregg Sulkin y Geraldine Chaplin. La película nos narra la historia de Fay (Turner), una adolescente cuya perfecta vida da un giro al verse perseguida por una chica idéntica a ella que trata de usurpar su identidad.

### Cantante
Junto a sus capacidades interpretativas, Rhys-Meyers también ha experimentado como cantante. Interpretó él mismo muchas de las canciones de la película Velvet Goldmine,(Sebastian, Ballad of Maxwell Demon, Baby's on fire, Tumbling down) aunque algunas de estas canciones fueron reemplazadas en el CD de la banda sonora por otras canciones interpretadas por vocalistas conocidos. Solo dos de las canciones que cantaba  ("Baby's On Fire" and "Tumbling Down") están en la banda sonora de la película. Rhys-Meyers también cantó en la miniserie para televisión  Los magníficos Ambersons y tocaba la flauta en Gormenghast. En la película August Rush (2007)  se acredita por cuatro canciones en la banda sonora - "Break", "Moondance", "Something Inside" y "This Time". De los cuatro, "This Time" y "Break" fueron considerados en la categoría de Mejor Canción Original de las 80 a entrega de los Premios de la Academia (2008). "This Time" no fue lanzado como sencillo, pero alcanzó el puesto  #84 de la Canadian Hot 100.

### Modelo
Con antecedentes en varias campañas de modelo, Jonathan fue elegido como la cara de la colección para hombres de Versace de otoño/invierno 2006 y primavera/verano 2007. También fue la cara de las fragancias para hombres de Hugo Boss desde el 2006 hasta que fue reemplazado por Jared Leto en 2011. Tiene un contrato con Independent Models de Londres

## Vida privada
En febrero de 2008, se convirtió en la celebridad embajador para la organización caritativa con sede en Cork, la Hope Foundation.  El 5 de octubre de 2008, Rhys Meyers recibió el Patronato de Honor de la Sociedad Filosófica de Trinity College en Dublín, Irlanda.

### Relaciones
Rhys-Meyers ha estado relacionado con varias actrices en el pasado, incluyendo Toni Collette (coprotagonista en Velvet Goldmine), Asia Argento y Estella Warren.  
Desde el año 2005 mantuvo un romance con Reena Hammer, a principios de 2007 tras dos años de relación tuvieron una crisis, pero a finales del mismo año decidieron seguir juntos hasta el año 2012 cuando dieron por terminada definitivamente su relación. A finales de 2012, a Rhys Meyers se le ligó sentimentalmente con la modelo australiana Victoria Keon-Cohen.
En 2016 se casó con Mara Lane. Su primer hijo, Wolf Rhys Meyers nació ese año. En septiembre de 2017 anunciaron que Lane había sufrido un aborto espontáneo.

### Problemas legales y el alcohol
En mayo de 2005, Rhys Meyers se registró en un centro de rehabilitación Promises en Malibú, California, en busca de tratamiento por abuso de alcohol. El 24 de abril de 2007, la Associated Press informó que Rhys Meyers regresó al tratamiento. El representante del actor, Meredith O'Sullivan, confirmó la noticia a la revista People citando su necesidad de tomar un descanso de su apretada agenda con el fin de mantener la sobriedad.
El domingo 18 de noviembre de 2007 Rhys Meyers fue arrestado en el aeropuerto de Dublín por alteración del orden público y por estar bajo los efectos del alcohol. Fue liberado bajo fianza, aunque debió comparecer ante la Corte del Distrito de Dublín el 5 de diciembre de 2007. Se encontraba en Dublín para promocionar su nueva película August Rush en el programa de televisión irlandés Tubridy Tonight. Dos días después, el 20 de noviembre, la madre del actor, Geraldine Meyers-O'Keeffe, falleció tras ser ingresada en el Mercy Hospital de Cork, Irlanda, después de una corta enfermedad. Tenía 50 años. Su entierro fue atendido por los "cientos de dolientes", entre ellos el director de cine Neil Jordan y los actores Cillian Murphy y Colin Farrell.
El 27 de febrero de 2009, el actor ingresó a rehabilitación por tercera vez, en búsqueda de ayuda para la adicción al alcohol. Se retiró de rehabilitación el 15 de marzo de 2009. En mayo de 2010, se informó de que Rhys Meyers fue suspendido de por vida de volar con United Airlines debido al comportamiento "agresivo" y "perjudicial", incluyendo el uso reportado de un insulto racial en un incidente relacionado con el alcohol en el aeropuerto John F. Kennedy.
El 30 de junio de 2011 el diario británico The Sun publicó que Rhys-Meyers había sido hospitalizado por lo que, a primera vista, parecía un intento de suicidio, ya que fue sacado de su casa con un nivel alto de pastillas. Pero en realidad, luego se informó de que lo que había provocado la hospitalización fue la bebida. Los médicos afirman que si asistiese a terapia, mejoraría notablemente.
En noviembre de 2011, Meyers fue ordenado, por un tribunal francés, a pagar una indemnización de € 1000 y se le aplicó una sentencia suspendida por intoxicación pública por 24 meses.

## Filmografía

### Cine
| Año  | Título original                       | Papel(es)                                                        |
| ---- | ------------------------------------- | ---------------------------------------------------------------- |
| 1994 | A Man of No Importance                | Primer joven                                                     |
| 1996 | Michael Collins                       | Denis "Sonny" O'Neill                                            |
| 1996 | Killer Tongue                         | Rudolph                                                          |
| 1996 | The Disappearance of Finbar           | Finbar Flynn                                                     |
| 1997 | The Maker                             | Josh Minnell                                                     |
| 1997 | Telling Lies in America               | Kevin Boyle                                                      |
| 1998 | Velvet Goldmine                       | Brian Slade                                                      |
| 1998 | The Governess                         | Henry Cavendish                                                  |
| 1998 | The Tribe                             | Adam                                                             |
| 1998 | B. Monkey                             | Bruno                                                            |
| 1999 | The Loss of Sexual Innocence          | Nic (a los 16 años)                                              |
| 1999 | Ride with the Devil                   | Pitt Mackeson                                                    |
| 1999 | Titus                                 | Quirón                                                           |
| 2001 | Happy Now?                            | Mark Wraith                                                      |
| 2001 | Prozac Nation                         | Noah                                                             |
| 2001 | Tangled                               | Alan Hammond                                                     |
| 2002 | Bend It Like Beckham                  | Joe                                                              |
| 2003 | The Tesseract                         | Sean                                                             |
| 2003 | I'll Sleep When I'm Dead              | Davey Graham                                                     |
| 2003 | Octane                                | El Padre                                                         |
| 2003 | The Emperor's Wife                    | Chambelán                                                        |
| 2004 | Vanity Fair                           | George Henry Osborne                                             |
| 2004 | Alexander                             | Casandro                                                         |
| 2005 | Match Point                           | Chris Wilton                                                     |
| 2006 | Mission: Impossible III               | Declan Gormley                                                   |
| 2007 | August Rush                           | Louis Connelly                                                   |
| 2008 | The Children of Huang Shi             | George Hogg                                                      |
| 2008 | A Film with Me in It                  | Pierce 2                                                         |
| 2010 | From Paris with Love                  | James Reese                                                      |
| 2010 | Shelter                               | Reverendo Christian Moore Adam Sabre David Bernberg Wesley Crite |
| 2011 | Albert Nobbs                          | Vizconde Yarrell                                                 |
| 2012 | A Grand Affair                        | Solal                                                            |
| 2013 | The Mortal Instruments: City of Bones | Valentine Morgenstern                                            |
| 2013 | Another Me                            | John Moffatt                                                     |
| 2013 | 6 Souls                               | David                                                            |
| 2015 | Stonewall                             | Trevor                                                           |
| 2016 | London Town                           | Joe Strummer                                                     |
| 2017 | The Shadow Effect                     | Reese                                                            |
| 2017 | Black Butterfly                       | Jack                                                             |
| 2017 | Holy Lands                            | David                                                            |
| 2017 | Damascus Cover                        | Ari Ben-Sion / Hans Hoffmann                                     |
| 2017 | The 12th Man                          | Sturmbannführer Kurt Stage                                       |
| 2018 | The Aspern Papers                     | Morton Vint                                                      |
| 2019 | Awake                                 | John Doe / Michael Winslow                                       |
| 2021 | Edge of the World                     | James Brooke                                                     |
| 2021 | Yakuza Princess                       | Shiro                                                            |
| 2021 | American Night                        | John Kaplan                                                      |
| 2021 | The Survivalist                       | Ben Grant                                                        |
| 2021 | Hide and Seek                         | Noah Blackwell                                                   |
| 2022 | The Good Neighbour                    | Robert                                                           |
| 2022 | Wifelike                              | William Bradwell                                                 |
| 2022 | Dangerous Game: The Legacy Murders    | Kyle                                                             |
| 2023 | Ambush                                | Miller                                                           |
| 2023 | 97 Minutes                            | Alex                                                             |
| 2023 | Food Fight                            | Charlie                                                          |
| 2023 | Mercy                                 | Sean Quinn                                                       |
| 2023 | Disquiet                              | Sam                                                              |
| 2024 | The Clean Up Crew                     | Alex                                                             |
| 2024 | Operation Blood Hunt                  | Murphy                                                           |
| TBA  | The Rising: 1916                      | Patrick Pearse                                                   |
| TBA  | Run                                   | Orson Reed                                                       |
| TBA  | Altitude                              |                                                                  |

### Series y telefims
| Año       | Título                  | Papel                       | Notas                                           |
| --------- | ----------------------- | --------------------------- | ----------------------------------------------- |
| 1996      | Sansón y Dalila         | Joven Sansón                | Película para televisión                        |
| 2000      | Gormenghast             | Steerpike                   | Miniserie de cuatro episodios de una hora (BBC) |
| 2002      | Los magníficos Amberson | George Amberson Minafer     | Película para televisión                        |
| 2003      | El león en invierno     | Rey Felipe II               | Película para televisión                        |
| 2005      | Elvis                   | Elvis Presley               | Película para televisión                        |
| 2007–2010 | The Tudors              | Rey Enrique VIII            | Serie; 38 episodios                             |
| 2013–2014 | Drácula                 | Drácula / Alexander Grayson | Serie; 10 episodios                             |
| 2016      | Roots                   | Tom Lea                     | Serie; 3 episodios                              |
| 2017–2019 | Vikingos                | Heahmund                    | Serie; 17 episodios                             |

## Distinciones

### Premios y nominaciones
| Año  | Premio                                     | Categoría                                           | Trabajo                   | Resultado |
| ---- | ------------------------------------------ | --------------------------------------------------- | ------------------------- | --------- |
| 1999 | Premios del Círculo de Críticos de Londres | Revelación británica del año                        | Velvet Goldmine           | Nominado  |
| 2002 | Festival de Cine de Venecia                | Premio Canal Grande al Mejor Actor Joven Prometedor | The Magnificent Ambersons | Ganador   |
| 2005 | Satellite Awards                           | Mejor actor en miniserie o película para televisión | Elvis                     | Ganador   |
| 2005 | Premios Emmy                               | Mejor actor principal en miniserie o película       | Elvis                     | Nominado  |
| 2005 | Festival de Cannes                         | Revelación del año                                  | Match Point               | Ganador   |
| 2006 | GQ (Reino Unido)                           | Hombre del Año / Hombre del Año Lab Series          |                           | Ganador   |
| 2006 | Globos de Oro                              | Mejor actor en miniserie o película para televisión | Elvis                     | Ganador   |
| 2008 | Festival de Televisión de Montecarlo       | Mejor actor – Serie dramática                       | The Tudors                | Ganador   |
| 2008 | Premios IFTA                               | Mejor actor en televisión                           | The Tudors                | Ganador   |
| 2008 | Globos de Oro                              | Mejor actor en serie de televisión – Drama          | The Tudors                | Nominado  |
| 2009 | Festival de Televisión de Montecarlo       | Mejor actor – Serie dramática                       | The Tudors                | Nominado  |
| 2009 | Premios IFTA                               | Mejor actor en televisión                           | The Tudors                | Nominado  |
| 2009 | Globos de Oro                              | Mejor actor en serie de televisión – Drama          | The Tudors                | Nominado  |
| 2010 | Premios IFTA                               | Mejor actor en televisión                           | The Tudors                | Nominado  |
| 2010 | Festival de Televisión de Montecarlo       | Mejor actor – Serie dramática                       | The Tudors                | Nominado  |
| 2011 | Festival de Televisión de Montecarlo       | Mejor actor – Serie dramática                       | The Tudors                | Nominado  |
| 2011 | Premios IFTA                               | Mejor actor en televisión                           | The Tudors                | Nominado  |
| 2014 | People's Choice Awards                     | Actor favorito en una nueva serie                   | Drácula                   | Nominado  |
| 2017 | Festival Internacional de Cine de Madrid   | Mejor actor de reparto                              | Black Butterfly           | Nominado  |
| 2017 | Boston Film Festival                       | Mejor actor                                         | Damascus Cover            | Ganador   |
| 2018 | Manchester Film Festival                   | Mejor actor                                         | Damascus Cover            | Ganador   |